# Ерёмина, Светлана Дмитриевна
Светлана Дмитриевна Ерёмина (16 января 1997) — российская футболистка, защитница.

## Биография
С 2015 года выступала в первом дивизионе России за ижевское «Торпедо». В 2017 году со своим клубом стала серебряным призёром первой лиги. 18 апреля 2018 года сыграла дебютный матч в высшем дивизионе против «Кубаночки», заменив на 82-й минуте Наталью Косолапову. Всего в сезоне 2018 года приняла участие в 11 матчах высшей лиги.